# 리버시티 로버스
리버시티 로버스 (River City Rovers,)는 미국 켄터키주 루이빌 연고의 축구팀으로 현재 USL 프리미어 디벨로프먼트 리그 참가를 준비 중이다.